# Praça Dom Feliciano

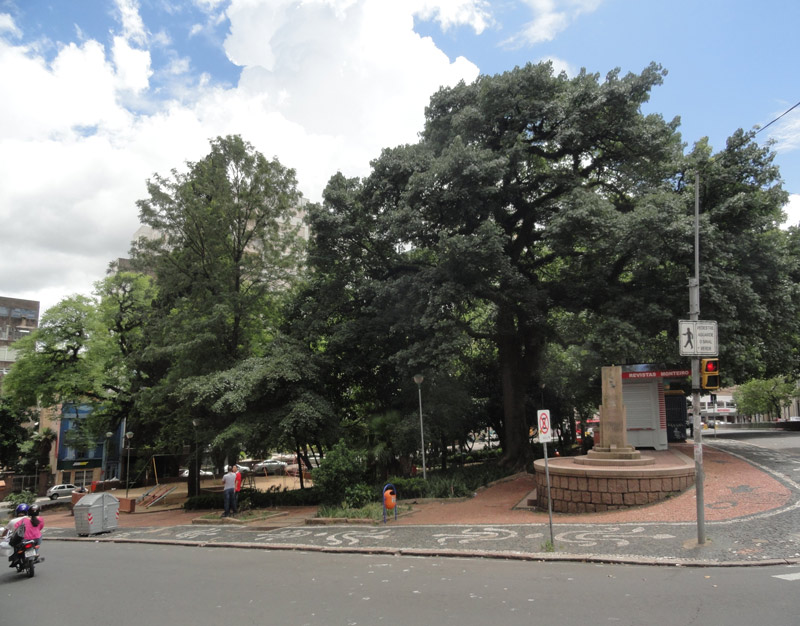
Vista parcial da praça

A Praça Dom Feliciano é uma das mais antigas praças da cidade de Porto Alegre, capital do estado do Rio Grande do Sul. Está localizada defronte ao edifício histórico da Santa Casa de Misericórdia, no centro da cidade.
Sua primeira denominação era Praça da Alegria, assinalada oficialmente desde 1809 em ofício da Câmara Municipal ao governador da capitania Dom Diogo de Souza, onde a área ficava destinada ao uso como logradouro público e como ponto de encontro das carretas que vinham abastecer de alimentos a cidade. Contudo, o local já era conhecido desde antes como ponto de extração de saibro e barro, e conta-se que o antecessor de Dom Diogo, Paulo da Gama, já desejara mudar as carretas dali para a Praça do Paraíso (atual Praça XV de Novembro).
A partir de 1810 a retirada de barro do local foi proibida, e em 1830 Dona Josefa de Azevedo, a Brigadeira, fez a doação de toda a área para ser usada como praça, o que sugere que mesmo sendo designada para tal fim há mais de duas décadas o local ainda era propriedade privada. De qualquer modo sua delimitação definitiva não ocorreria antes de 1843, quando foi estabelecida a ligação entre a Rua da Praia e o Caminho dos Moinhos de Vento, atual avenida Independência.
Em 1857 sua denominação foi alterada para Praça da Misericórdia, mas suas condições não melhoraram com a medida, e no ano seguinte o provedor da Santa Casa ainda fazia queixa aos vereadores do costume popular de se despejar matérias fecais ali. Em 1873 seu nome mudou novamente para o atual, Praça Dom Feliciano, em homenagem a Dom Feliciano José Rodrigues Prates, o primeiro bispo do Rio Grande do Sul.
Entre 1884 e 1886 a Câmara providenciou sua primeira urbanização e ajardinamento, remodelados em 1920, com novo nivelamento para minimizar a forte declividade do terreno. Mais tarde a praça foi adornada com os bustos de Eduardo Guimaraens e Mário Totta. A praça também foi conhecida popularmente sob os nomes Praça da Caridade, Alto da Caridade e Alto da Misericórdia.